# 食用菊
食用菊（しょくようぎく）とは菊の一種で、特に食用として栽培されている菊を指す。標準和名をショクヨウギクといい、食菊、料理菊とも呼ばれる。
料理のつまに使われるつま菊などの小輪種、花びらのみを食用とする大輪種に大別される。生態、形態上で観賞用のキクとの明確な相違はなく、苦味が少なく、味や香りが良いものを選抜改良したのが食用として栽培されている。花弁の色や品種はさまざまで、「阿房宮」「蔵王」「高砂」など、異なった特性を持つ多くの栽培品種が存在する。食材としての旬は、10 - 11月とされる。

## 利用史
花を利用するキクの成立については諸説あるが、キク科植物研究の第一人者である北村四郎によれば、中国の唐代かそれ以前に、北方原産のチョウセンノギクと南方原産のシマカンギクとの雑種後代によってできたものであろうとされている。日本へは天平年間（729 - 749年）に中国から伝来したといわていれる。江戸時代になって自然および人為的に交雑が進んだと考えられ、はじめは観賞用に栽培されたが、次第に花や葉を食用するようになった。
菊そのものは、古代より中国で延命長寿の花として菊茶・菊花酒、漢方薬として飲まれていた。その中でも食用菊は、苦味が少なく花弁を大きく品種改良された種。奈良時代に、日本で現在でも食用菊として栽培されている「延命楽（もってのほか・カキノモト）」が中国から伝来した。平安中期の927年に行われた延喜式の典薬寮の中に「黄菊花」の名が示されている。食用としては、江戸時代から民間で食されるようになったとされており、1695年に記された『本朝食鑑』に「甘菊」の記述が見られる。また、松尾芭蕉は、菊を好んで食したらしく、1690年（元禄3年）晩秋に近江堅田で句に詠んでいる。

## 形態・生態
多年生草本。草丈は50 - 100センチメートル (cm) になり、茎は分枝する傾向が強い。葉は互生し、葉身は深い切れ込みが入る。花芽はふつう短日条件になると、枝先に形成する。花は八重咲きで黄色の品種が主流であるが、紅紫色の品種もある。観賞用のキクよりも花弁に厚みがあって香りがよく、苦味が少ないのが特徴。地下茎は、低温で短日条件になる晩秋のときにロゼット状となって休眠状態に入るが、越冬後の高温で長日条件となる春になると萌芽が始まって茎が伸長する。繁殖は、親株を株分けするか、挿し芽を育苗することで増やせる。

## 効能・栄養素
菊そのものの解毒効果に関しては、株式会社ポーラの研究により、生体内の解毒物質「グルタチオン」の産生を高めることが発見されている。また、食用菊としては、可食部分に含まれるトリテルペンアルコールに抗炎症作用があることが示されている。2011年には発ガン効果の抑制・コレステロールの低下・中性脂肪を低下させる効果の等の研究結果が発表されている。
栄養面では、可食部100グラムあたりの熱量は27キロカロリーほどある。ビタミンやミネラルが比較的に多く、特にβ-カロテンやビタミンC、葉酸をはじめとしたビタミンB群などの抗酸化作能力の高い栄養素を多く含む。ミネラルは、マンガン、カリウムが多く含まれる。さらに、紫菊花には抗糖化作用があるとされ、アンチエイジングの観点からも注目されている。

## 調理方法

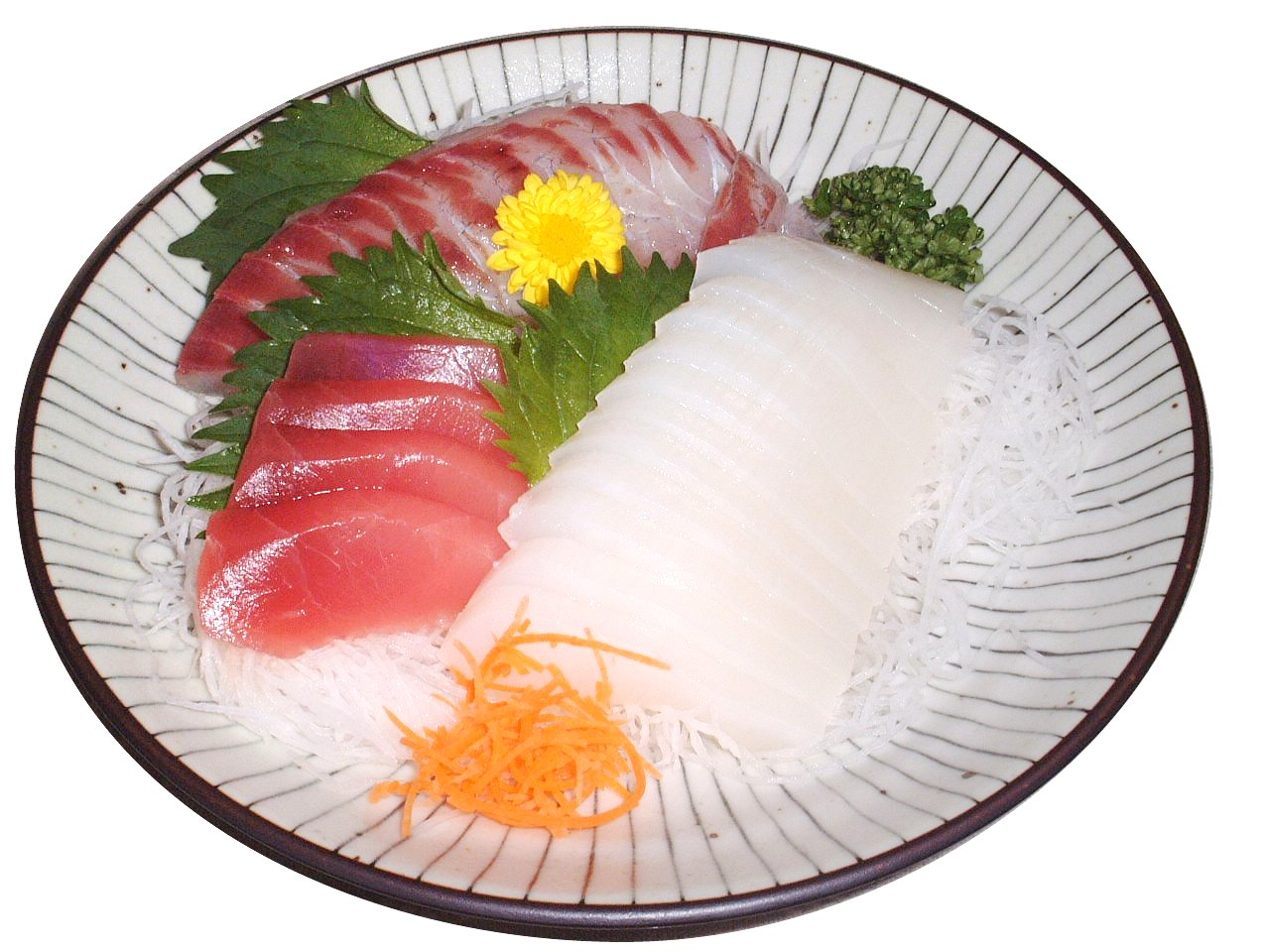
小菊が添えられた刺身盛り合わせ

観賞用の菊に比べて苦みが少なく、甘みがある。収穫したばかりの花は、香りも優れている。
主に、茹でておひたしにしたり、酢の物や和え物、サラダ、天ぷら、吸い物に用いられる。茹で湯に少量の酢を加えると、色合いが鮮やかになり、苦味も抑えられる。また花びらを湯がいたり蒸した後に海苔のように薄く四角い形に乾燥させた「菊海苔」「干し菊」「のし菊」などの加工品がある。
また、刺身やちらし寿司などにつまとして添えられる。これは、菊そのものの解毒効果を利用した、殺菌目的のため。ただ添えるだけでなく、醤油に花弁を散らして彩り・香りを楽しむ食べ方もある。

## 生産地
涼しい土地を好む性質があるため、日本では主に東北地方や新潟県などを中心に栽培されている。2016年の統計によると出荷量では、愛知県が最も多く、次いで山形県、青森県、新潟県と続き、4県で95%以上を占める。
ただし、愛知県の食用菊は、刺身のつまなどに添えられる小菊がメインで、つまとしての小菊の国内生産9割を占める。ハウス栽培をメインとしており、年間を通して生産・出荷されている。
花そのものを食べるために生産されている食用菊に関しては、山形が第1位で全体の6割を占める。黄菊など種は、ハウス栽培で年間を通して出荷されているが、もって菊は、晩生で収穫時期が限られ10月下旬から11月にかけて出荷される。これは菊味噌として郷土料理の一つとして成立している。
「もって菊」「もってのほか」を、新潟県の下越地区を中心に「かきのもと」、新潟県の中越地区では「おもいのほか」と呼ぶ。新潟市南区での栽培が盛んで、県内生産量の8割を誇る。新潟市の食と花の名産品に指定されている。

## 栽培
露地栽培の場合、春に萌芽したら株分けや挿し芽を行い、初夏に定植した株を育成して、秋に花を収穫する。一般に冷涼な気候を好み、寒さに強い性質を持つ。生育適温は7 - 18度、開花には7度以上が必要とされる。25度以上の高温には弱い。根が乾燥に弱いことから、排水のよい腐植の多い肥沃な土地が栽培に適している。畑の土壌酸度は pH 6 ていどを目安に堆肥と苦土石灰で調整する。
親株の選定は、前年の開花期に花や生育状況をよく観察して、品種固有の特性を備えた株をあらかじめ選んで親株にする。春先は、早めに親株の枯れた茎を刈り取っておき、株が浮き上がっている場合は軽く土寄せをしておく。育苗は株分けと挿し芽の2つの方法があり、株分けは親株から新芽が30 cmぐらいに伸びたら根をつけたまま株分けして定植する。また挿し芽は、親株から新芽が出たら早めに摘芯して側芽を出させ、展開葉が5枚ていど出た側芽を挿し芽にして育苗する方法が行われる。育苗方法は、15 cmの高さにした畝に挿し芽を深さ2 cmほど挿して、寒冷紗でトンネルがけにして覆って発根を促してやると2週間ほどで発根が始まる。初夏に育成した苗を定植するが、このとき病虫害に侵されていない苗を選んで、苗床から丁寧に掘り上げて圃場の畝に定植する。
さらに株の生育が進むと倒伏しやすくなるので、高さが120 cmくらいになったころに支柱を立てて結束し、倒伏を防ぐようにする。枝を整えるのは地上15 cmまでのわき芽を除く程度にして、その後はほったらかしとする。追肥は品種の早晩によって時期を変えていくが、早生種では7月・8月ごろの2回に分けて追肥を行い、晩生種では7月下旬ごろと8月下旬ごろの2回に分けて行う。夏の高温・乾燥期は、乾燥しないように水やりや敷わらを行って乾燥防止に努める。収穫については、青果用は完全に開花したものから順次1輪ずつ摘み取っていく。
病害は、うどんこ病、白さび病、黒斑病、褐斑病、灰色かび病にかかる場合があり、害虫はアブラムシやネグサレセンチュウの発生が多い。病害は、多肥や高温多湿時、長雨などの条件で急激に発生しやすくなり、株を枯らせたり腐敗を招いてしまう。虫害は、アブラムシ類が葉や茎に寄生すると品質の低下を招き、センチュウ類は連作が長い畑で発生しやすく、根の腐敗を招いて株が萎れたり枯れたりする。特にアブラムシはつきやすく、見つけたら取り除く。

## おもな品種

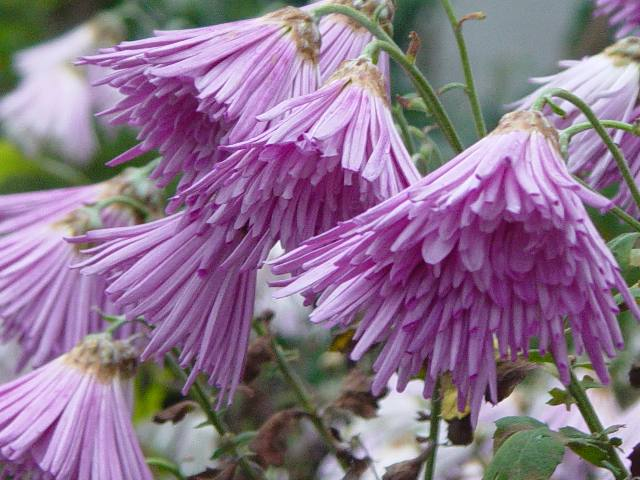
カキノモト

日本でポピュラーなのは次の2種で、花が食材として売られているだけでなく、園芸店で苗木を売っていることもある。
- 延命楽 - 山形では「もってのほか」[5]「もって菊」[8]、新潟では「かきのもと」「おもいのほか」とよばれている[21][22][27]。花は明るい赤紫色の中輪種で、八重咲き[5]。苦味がなく食味がよい[5]。加熱しても色褪せないので、ごま和え、酢の物、汁物などの料理に使われる[3]。
- 阿房宮（あぼうきゅう） - 青森県八戸市特産。特に有名な食用菊の品種で、黄色の大輪種・八重咲き。晩生で、短日型秋咲き、草勢は旺盛で分枝が多い[5]。香りと甘味が強く、舌触りがよい[5]。酢の物、天ぷらなどの料理に使われる。江戸時代に豪商七崎屋半兵衛によって京都から八戸に持ち込まれたもの[28]。
- 十五夜 - 阿房宮よりも早く収穫できる品種で、草丈や花もやや小さい[5]。花は淡黄色で、やや強い苦味があるが食味は良い[5]。
- 八戸1号・八戸2号 - ともに十五夜よりも草丈が短く、2号は十五夜より開花期が遅く、阿房宮よりは早い[5]。耐病性に優れる[5]。花は黄色で食味がよく、青果用や菊のり用に使われる[5]。
- 岩風 - やや小輪の夏ギクで、花の色は黄色[5]。青果用に使われる[5]。
- 食用小菊 - 刺身などの料理のつまや飾りなどに使われている。

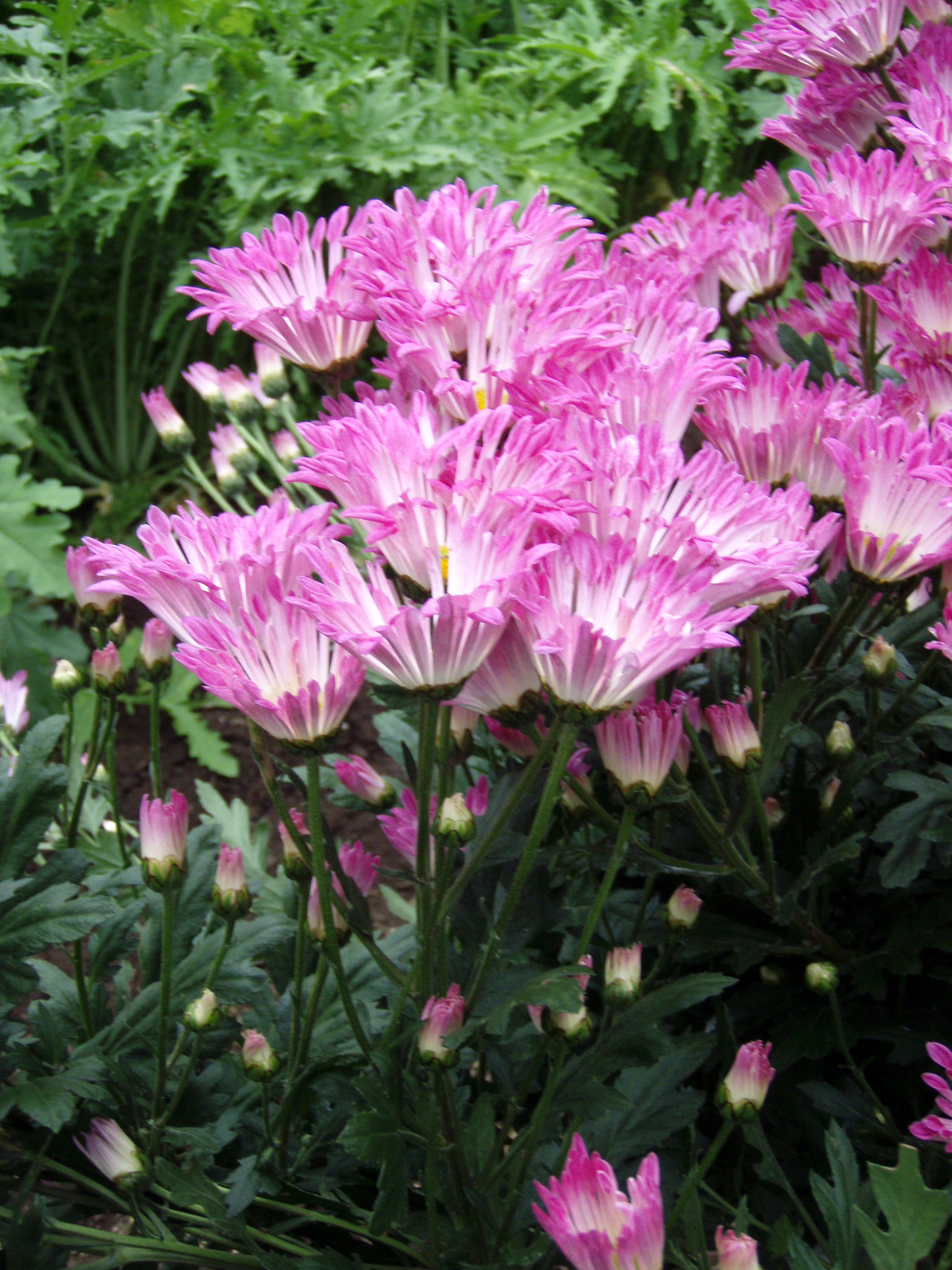
食用キク（紫色品種）
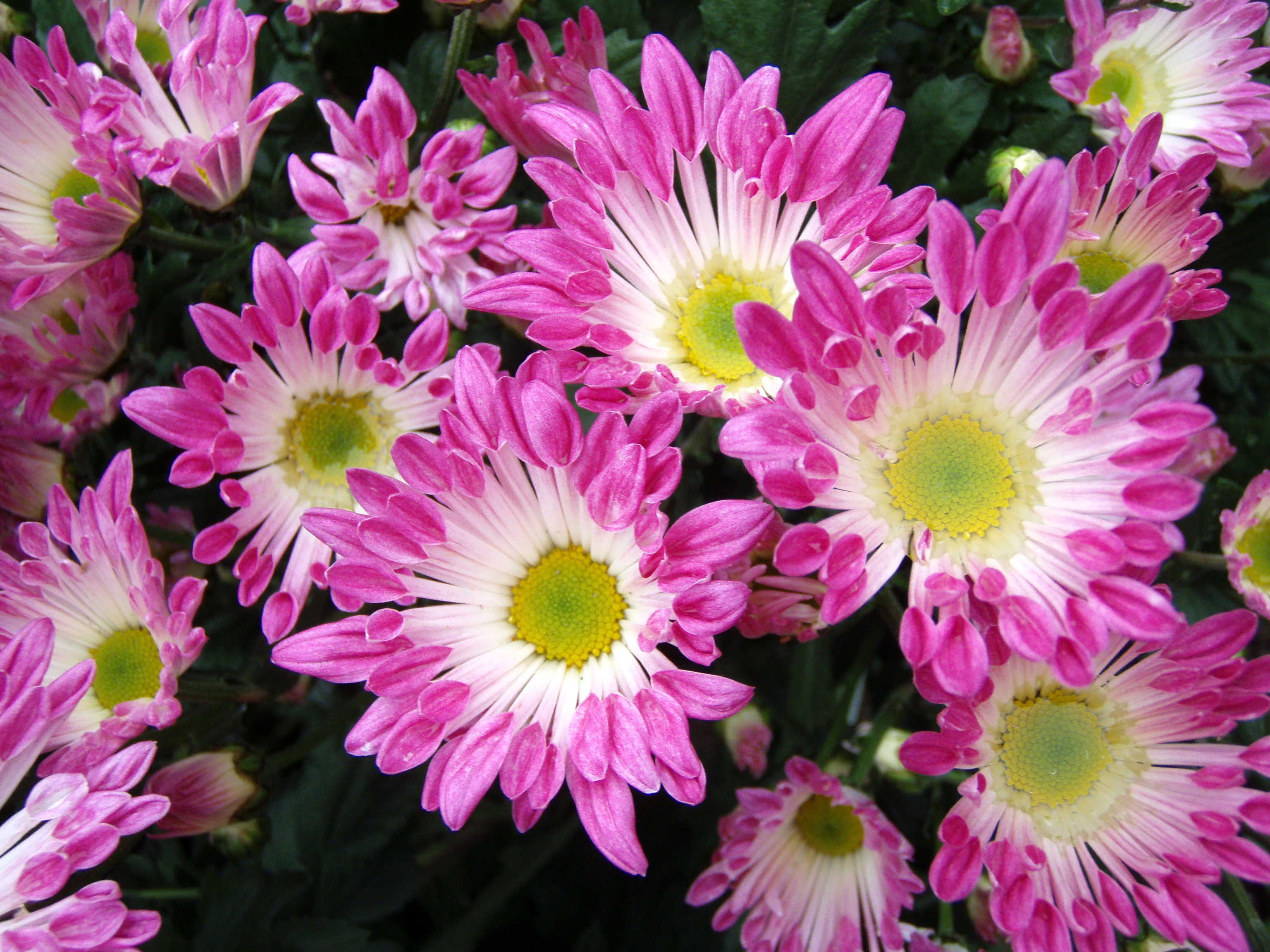
食用キク
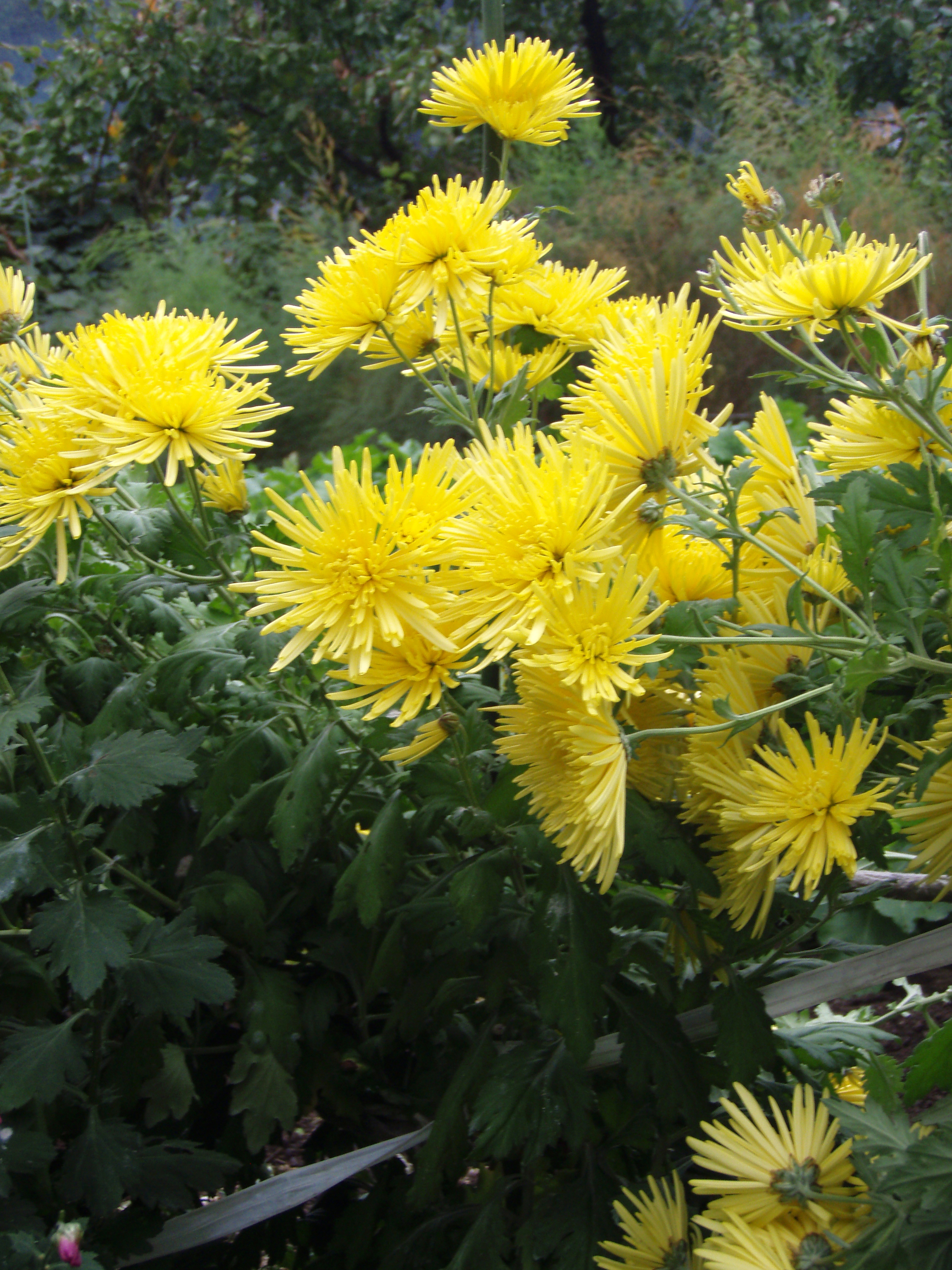
食用キク（黄色品種）